# Massafra

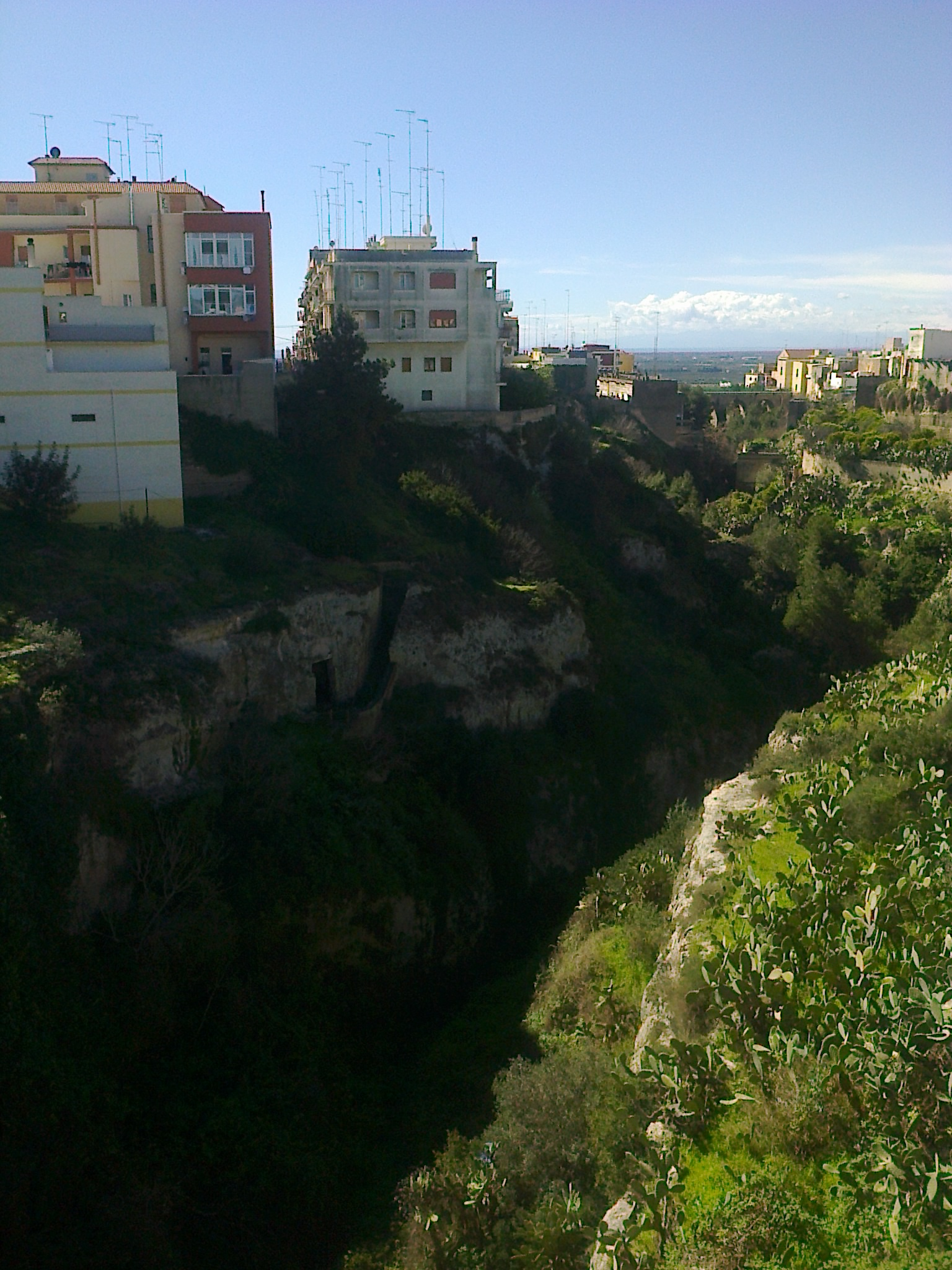
Gravina Massafra

Massafra ist eine italienische Gemeinde in der Provinz Tarent in Apulien. Die Stadt ist berühmt für ihre Wohnhöhlen und die mit Fresken verzierten Grottenkirchen (chiese ipogeiche), von denen über 50 im Stadtgebiet liegen.

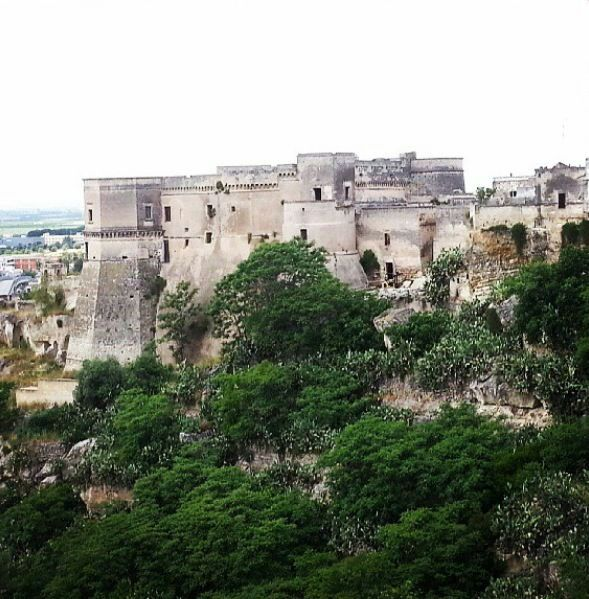
Burg von Massafra

## Geografie

### Geologie
Die bis zu 200 m tiefen Schluchten auf den Terrassen der Murgia, die sich zum Golf hin absenkt, entstanden durch Erosion, da der Karst den Regen nicht speichern kann und Karren bildet, die sich zu Gravinen erweiterten und Höhlen wie die Grotten von Castallana schufen.
Am Ortsrand von Massafra öffnet sich die 40 m tiefe und 30 bis 50 m breite „Gravina Principale“ – eine weitere, vier Kilometer lange Schlucht. In ihr liegt hinter der an den Felsen geschmiegten Wallfahrtskirche „Madonna della Scala“, der ältesten Kirche der Gegend, ein ausgedehntes Areal mit Wohnhöhlen, die in den weichen Kalkstein gegraben wurden.

### Gemeinde
Massafra hat 31.966 Einwohner (Stand 31. Dezember 2023). Es liegt 100 m über dem Ionischen Meer und 18 km nordwestlich von Tarent. Die Stadt liegt an beiden Rändern der Schlucht „Gravina di San Marco“. Die Alt- und Neustadt verbinden nur zwei Brücken.

### Nachbargemeinden
Die Nachbargemeinden sind Crispiano, Martina Franca, Mottola, Palagiano, Statte und Tarent.

## Die Grotten

### Anlagen
Urgeschichtliche Funde zeigen, dass die Höhlen bereits im Paläolithikum genutzt wurden. Im Frühmittelalter lebten in den Schluchten um Massafra Einsiedler, die sich vor Verfolgern verbargen. Im Spätmittelalter dienten sie als Zuflucht vor Piraten und Invasoren.
Unter den Höhlen ragen die (unter diesem Namen in Italien mehrfach vorkommende) Grotta del Ciclope (Höhle der Zyklopen), die Farmacia del Mago Greguro und die Grotta del frantoio heraus.

### Grottenkirchen

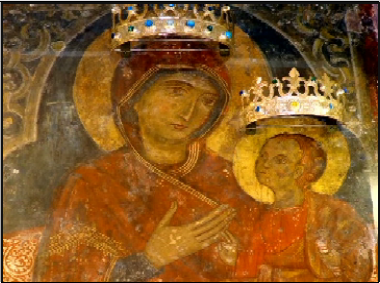
Ikone der Madonna della Scala, Massafra

Die Mönche, die in den Gravinen von Massafra lebten, kamen im 8. und 9. Jahrhundert vom Balkan und aus Kleinasien. Sie verließen ihre Heimat wegen der bilderfeindlichen Gesetze, die die Ikonenmalerei verboten. Einige Gebetszellen wurden zu dreischiffigen Grottenkirchen erweitert und ausgemalt. Die Fresken an den Höhlenwänden sind vergrößerte Motive der Ikonen. Noch heute ist die einstige Farbenpracht in einigen Grottenkirchen zu erkennen – bisweilen aber nur fragmentarisch. Nicht nur die Witterung vor allem auch Vandalismus haben hier Schäden angerichtet. Unter den 25 sehenswürdigen Grottenkirchen ragen die Chiesa Ipogeica di S. Posidonio, die Chiesa della Candelora, die Chiesa ed insediamento rupestre di Millarti, die Chiesa rupestre della Buona Nuova und die Chiesa rupestre Madonna della Greca heraus.

### Thesaurus Massafrensis
In der Grotta del tesoretto wurde 1973 ein Münzhort entdeckt. Er enthielt etwa 135 kleine byzantinische und vandalische Münzen aus dem Zeitraum vom Ende des 4. bis Anfang des 6. Jahrhunderts. Die vandalischen Bronzemünzen waren unter den Königen Geiserich, Hunerich, Gunthamund, Thrasamund und Hilderich geprägt worden.

## Verkehr
Massafra besitzt einen Haltepunkt an der Bahnstrecke Bari–Taranto.

## Persönlichkeiten
- Cosimo Damiano Fonseca (1932–2025), Historiker
- Salvatore Mazzarano (1965–2024), Fußballspieler